# Gone Sovereign/Absolute Zero
«Gone Sovereign/Absolute Zero» — двойной сингл американской метал-группы Stone Sour с четвёртого студийного альбома House of Gold & Bones - Part 1, вышедшего в 2012 году. Это единственный сингл с альбома.

## Стилистика
«Gone Sovereign» начинается с гитарного риффа аккомпанированого с мелодичным вокалом. Тишина и мелодичность сменяются агрессивным голосом Кори Тейлора и рисунком ударных, который напоминает песню 30/30-150. Песня сменяется то мелодичностью то агрессивностью мелодии и вокала. Перед финальным припевом примечательно гитарное соло, исполненное Джеймсом Рутом с использованием техники шреддинга. Оканчивается композиция вокальными семплами плавно переходя в следующую песню.
«Absolute Zero» построена на нескольких гитарных риффах, которые сменяют друг друга на припевах. Гитарные соло исполнены поочерёдно Джеймсом Рутом и Джошем Рэндом. Композиция содержит репризу, которая отражается в песне «House of Gold & Bones» со второй части альбома. Лирика песни освещает одного из персонажей альбома: 
"Absolute Zero" это антигерой истории House of Gold & Bones. По сути, он позволяет узнать, что герои не является совершенным, но несмотря на это они будет делать все необходимое. Видеоклип снят по мотивам того, что есть в рассказе — герой оказывается в очень странном мире, и он должен выяснить, что происходит, и что ему нужно делать.
— Кори Тейлор в интервью для журнала Rolling Stone

## Видеоклип
Видео снято режиссёром Полом Брауном, который ранее работал с группой над клипами Say You’ll Haunt Me и Digital (Did You Tell).
Первая часть клипа представляет зрителю группу, выступающей на концерте среди ликующих фанатов. Вторая часть начинается с того, что в центре внимания становится один из посетителей концерта у которого происходят зрительные галлюцинации — он видит участников группы на стенах, стёклах и т.д. При этом Кори несколько изменяется: у него подведены глаза и появляется ирокез.

## Список композиций
| №  | Название         | Длительность |
| -- | ---------------- | ------------ |
| 1. | «Gone Sovereign» | 4:03         |
| 2. | «Absolute Zero»  | 3:49         |

| №  | Название                       | Длительность |
| -- | ------------------------------ | ------------ |
| 1. | «Absolute Zero» (Clean Edit)   | 3:50         |
| 2. | «Gone Sovereign»               | 3:49         |
| 3. | «Gone Sovereign/Absolute Zero» | 7:53         |

## Участники записи и позиции в чартах
| Stone Sour - Кори Тейлор — вокал, гитара - Джеймс Рут — соло-гитара - Джош Рэнд — ритм-гитара - Рой Майорга — барабаны | Приглашенные музыканты - Рэйчел Болан — бас-гитара Производство - Дэвид Боттрилл — продюсер - Пол Браун — режиссёр видео | Чарты \| Чарт (2012) \| Макс. позиция \| \| ------------------------------------ \| ------------- \| \| Billboard Alternative Songs \| 28[7] \| \| Billboard Hot Mainstream Rock Tracks \| 2 \| |
| Чарт (2012) | Макс. позиция | |
| Billboard Alternative Songs                                                                                            | 28 | |
| Billboard Hot Mainstream Rock Tracks                                                                                   | 2 | |